# Golpe de Sorte (3.ª temporada)
A terceira temporada de Golpe de Sorte foi exibida na SIC de 15 de setembro a 10 de novembro de 2019.
Contou com Maria João Abreu, Dânia Neto, Jorge Corrula e Diana Chaves. nos papéis principais.
Esta temporada foi intitulada de Temporada Final.

## Elenco

### Elenco principal
| Ator/Atriz        | Personagem                            |
| ----------------- | ------------------------------------- |
| Maria João Abreu  | Maria do Céu Garcia                   |
| Dânia Neto        | Sílvia Mira / Madre Dolores           |
| Jorge Corrula     | Caio Amaral                           |
| Diana Chaves      | Leonor Alves Craveiro / Alice Barreto |
| Isabela Valadeiro | Telma Garcia                          |
| Ângelo Rodrigues  | Bruno Garcia                          |
| Manuela Maria     | Preciosa Toledo                       |
| José Raposo       | José Luís Toledo                      |
| Carolina Carvalho | Jéssica Toledo                        |

### Elenco recorrente
| Ator/Atriz           | Personagem              |
| -------------------- | ----------------------- |
| Rui Mendes           | Natário Garcia          |
| Vítor Norte          | Horácio Toledo          |
| Henriqueta Maya      | Cremilde Reis           |
| Carmen Santos        | Lúcia Garcia            |
| Helena Laureano      | Rosanne Toledo          |
| Rosa do Canto        | Amália Reis             |
| Ana Bustorff         | Madre Rosário           |
| Ana Guiomar          | Patrícia Cruz           |
| João Paulo Rodrigues | Justino «Tino» Sanganha |
| Oceana Basílio       | Teresa Dantas           |
| Diogo Amaral         | Padre Aníbal Dantas     |
| Duarte Gomes         | Cláudio Toledo          |
| Cecília Henriques    | Graciete Pompeu         |
| João Paulo Sousa     | Xavier Reis             |
| José Carlos Pereira  | Vítor «Vitinho»         |
| Sara Norte           | Branca Lucena           |
| Inês Monteiro        | Cíntia Novais           |
| Elsa Valentim        | Eugénia Alves Craveiro  |

### Participação
| Ator/Atriz       | Personagem                      |
| ---------------- | ------------------------------- |
| António Camelier | Ricardo Assunção                |
| Pedro Laginha    | Carlos Alberto Nobrega          |
| Adriane Garcia   | Kelly Lazzaro                   |
| Paulo Matos      | Alfredo Nogueira                |
| Elgar do Rosário | Fernando Júnior Craveiro Garcia |

### Artista convidado
| Ator/Atriz | Personagem | Nº do episódio |
| ---------- | ---------- | -------------- |
| João Baião | Ele mesmo  | Episódio 35    |

### Elenco infantil
| Ator/Atriz     | Personagem    |
| -------------- | ------------- |
| Matilde Serrão | Beatriz «Bia» |

### Elenco adicional
| Ator/Atriz   | Personagem                     |
| ------------ | ------------------------------ |
| Mara Prates  | Ilda                           |
| Marco Costa  | Agente da PJ                   |
| Eurico Lopes | Sérgio (ex-namorado de Cíntia) |

## Episódios
| #   | ## | Título         | Dirigido por                   | Escrito por     | Exibição original      | Audiências (em milhões)            |
| --- | -- | -------------- | ------------------------------ | --------------- | ---------------------- | ---------------------------------- |
| 80  | 1  | "Episódio 80"  | Carlos Dante e António Gonçalo | Vera Sacramento | 15 de setembro de 2019 | 1,30                               |
| 81  | 2  | "Episódio 81"  | Carlos Dante e António Gonçalo | Vera Sacramento | 16 de setembro de 2019 | 1,27                               |
| 82  | 3  | "Episódio 82"  | Carlos Dante e António Gonçalo | Vera Sacramento | 17 de setembro de 2019 | 1,25                               |
| 83  | 4  | "Episódio 83"  | Carlos Dante e António Gonçalo | Vera Sacramento | 18 de setembro de 2019 | 1,33                               |
| 84  | 5  | "Episódio 84"  | Carlos Dante e António Gonçalo | Vera Sacramento | 19 de setembro de 2019 | 1,31                               |
| 85  | 6  | "Episódio 85"  | Carlos Dante e António Gonçalo | Vera Sacramento | 20 de setembro de 2019 | 1,32                               |
| 86  | 7  | "Episódio 86"  | Carlos Dante e António Gonçalo | Vera Sacramento | 22 de setembro de 2019 | 1,10                               |
| 87  | 8  | "Episódio 87"  | Carlos Dante e António Gonçalo | Vera Sacramento | 23 de setembro de 2019 | ASD                                |
| 88  | 9  | "Episódio 88"  | Carlos Dante e António Gonçalo | Vera Sacramento | 24 de setembro de 2019 | 1,15                               |
| 89  | 10 | "Episódio 89"  | Carlos Dante e António Gonçalo | Vera Sacramento | 25 de setembro de 2019 | ASD                                |
| 90  | 11 | "Episódio 90"  | Carlos Dante e António Gonçalo | Vera Sacramento | 26 de setembro de 2019 | ASD                                |
| 91  | 12 | "Episódio 91"  | Carlos Dante e António Gonçalo | Vera Sacramento | 27 de setembro de 2019 | ASD                                |
| 92  | 13 | "Episódio 92"  | Carlos Dante e António Gonçalo | Vera Sacramento | 30 de setembro de 2019 | ASD                                |
| 93  | 14 | "Episódio 93"  | Carlos Dante e António Gonçalo | Vera Sacramento | 1 de outubro de 2019   | ASD                                |
| 94  | 15 | "Episódio 94"  | Carlos Dante e António Gonçalo | Vera Sacramento | 2 de outubro de 2019   | ASD                                |
| 95  | 16 | "Episódio 95"  | Carlos Dante e António Gonçalo | Vera Sacramento | 3 de outubro de 2019   | ASD                                |
| 96  | 17 | "Episódio 96"  | Carlos Dante e António Gonçalo | Vera Sacramento | 4 de outubro de 2019   | ASD                                |
| 97  | 18 | "Episódio 97"  | Carlos Dante e António Gonçalo | Vera Sacramento | 7 de outubro de 2019   | 1,24                               |
| 98  | 19 | "Episódio 98"  | Carlos Dante e António Gonçalo | Vera Sacramento | 8 de outubro de 2019   | ASD                                |
| 99  | 20 | "Episódio 99"  | Carlos Dante e António Gonçalo | Vera Sacramento | 9 de outubro de 2019   | ASD                                |
| 100 | 21 | "Episódio 100" | Carlos Dante e António Gonçalo | Vera Sacramento | 10 de outubro de 2019  | ASD                                |
| 101 | 22 | "Episódio 101" | Carlos Dante e António Gonçalo | Vera Sacramento | 11 de outubro de 2019  | ASD                                |
| 102 | 23 | "Episódio 102" | Carlos Dante e António Gonçalo | Vera Sacramento | 14 de outubro de 2019  | ASD                                |
| 103 | 24 | "Episódio 103" | Carlos Dante e António Gonçalo | Vera Sacramento | 15 de outubro de 2019  | ASD                                |
| 104 | 25 | "Episódio 104" | Carlos Dante e António Gonçalo | Vera Sacramento | 16 de outubro de 2019  | ASD                                |
| 105 | 26 | "Episódio 105" | Carlos Dante e António Gonçalo | Vera Sacramento | 17 de outubro de 2019  | ASD                                |
| 106 | 27 | "Episódio 106" | Carlos Dante e António Gonçalo | Vera Sacramento | 18 de outubro de 2019  | ASD                                |
| 107 | 28 | "Episódio 107" | Carlos Dante e António Gonçalo | Vera Sacramento | 21 de outubro de 2019  | Nota: Entrou em últimos episódios. |
| 108 | 29 | "Episódio 108" | Carlos Dante e António Gonçalo | Vera Sacramento | 22 de outubro de 2019  | ASD                                |
| 109 | 30 | "Episódio 109" | Carlos Dante e António Gonçalo | Vera Sacramento | 23 de outubro de 2019  | ASD                                |
| 110 | 31 | "Episódio 110" | Carlos Dante e António Gonçalo | Vera Sacramento | 24 de outubro de 2019  | ASD                                |
| 111 | 32 | "Episódio 111" | Carlos Dante e António Gonçalo | Vera Sacramento | 25 de outubro de 2019  | ASD                                |
| 112 | 33 | "Episódio 112" | Carlos Dante e António Gonçalo | Vera Sacramento | 28 de outubro de 2019  | ASD                                |
| 113 | 34 | "Episódio 113" | Carlos Dante e António Gonçalo | Vera Sacramento | 29 de outubro de 2019  | ASD                                |
| 114 | 35 | "Episódio 114" | Carlos Dante e António Gonçalo | Vera Sacramento | 30 de outubro de 2019  | ASD                                |
| 115 | 36 | "Episódio 115" | Carlos Dante e António Gonçalo | Vera Sacramento | 31 de outubro de 2019  | ASD                                |
| 116 | 37 | "Episódio 116" | Carlos Dante e António Gonçalo | Vera Sacramento | 1 de novembro de 2019  | ASD                                |
| 117 | 38 | "Episódio 117" | Carlos Dante e António Gonçalo | Vera Sacramento | 4 de novembro de 2019  | ASD                                |
| 118 | 39 | "Episódio 118" | Carlos Dante e António Gonçalo | Vera Sacramento | 5 de novembro de 2019  | ASD                                |
| 119 | 40 | "Episódio 119" | Carlos Dante e António Gonçalo | Vera Sacramento | 6 de novembro de 2019  | ASD                                |
| 120 | 41 | "Episódio 120" | Carlos Dante e António Gonçalo | Vera Sacramento | 7 de novembro de 2019  | ASD                                |
| 121 | 42 | "Episódio 121" | Carlos Dante e António Gonçalo | Vera Sacramento | 8 de novembro de 2019  | ASD                                |
| 122 | 43 | "Episódio 122" | Carlos Dante e António Gonçalo | Vera Sacramento | 10 de novembro de 2019 | ASD                                |

## Audiência
A 3.ª temporada estreou com 13.8 de audiência e 27.6% de share com cerca de 1 milhão e 303 mil espectadores, na liderança.
A 18 de setembro de 2019, “Golpe de Sorte” bateu recorde da terceira temporada. A série da SIC teve o episódio mais visto desta nova fase da história. A saga da euromilionária Maria do Céu registou uma audiência média de 14.0, o que correspondeu uma média de 29.8% de share. Com 1 milhão e 326 mil espectadores em média, “Golpe de Sorte” voltou a ter o pico mais visto do dia com 15.5/31.0%.
A 20 de setembro de 2019, “Golpe de Sorte” voltou a bater seu recorde com 14.0 de audiência e 31.6% de share, com 1 milhão e 324 mil espectadores, na liderança absoluta, sendo o programa mais visto do dia. No melhor momento, às 22h24 a SIC registou 14.9/33.1%.
A 8 de outubro de 2019, história de Maria do Céu bateu um novo recorde e sendo o maior da terceira temporada, com 15.0 de audiência e 30.5% de share, em média 1 milhão e 424 mil espectadores, na liderança.
A 3.ª temporada terminou com 14.9 de audiência e 27.6% de share com cerca de 1 milhão e 409 mil espectadores, na liderança absoluta, com um pico de 16.2/30.7%, sendo o programa mais visto do dia.
| Média | Média    | Episódios transmitidos | Rating | Share | Ref.   |
| ----- | -------- | ---------------------- | ------ | ----- | ------ |
| 2019  | Setembro | 14 episódios           | 13.1   | 30.8% | [ 16 ] |
| 2019  | Outubro  | 23 episódios           | 12.6   | 28.4% | [ 17 ] |
| 2019  | Novembro | 7 episódios            | 12.8   | 28.6% | [ 18 ] |
| Total | Total    | 43 episódios           | 12.8   | 29.3% |        |